# ایپیرا
ایپیرا (به پرتغالی: Ipira) یک منطقهٔ مسکونی در برزیل است که در سانتا کاتارینا واقع شده‌است. ایپیرا ۱۵۰ کیلومتر مربع مساحت و ۴٬۴۰۶ نفر جمعیت دارد.